# Дарьганга
Дарьганга (монг.: Дарьганга) — сомон Сухе-Баторського аймаку Монголії. Територія 4814 кв.км, населення 3,0 тис. чол.. Центр — селище Оввот розташований на відстані 200 км від Баруун-Урт та 650 км від Улан-Батора.

## Рельєф
Згаслі вулкани та гори вулканічного походження Шилийн Богд (1778 м), Алтай овоч (1354 м). Більшу частину території займають сопки та невисокі гори. У південній частині піски Молцог.

## Корисні копалини
Запаси вугілля, рідкісних металів, торфу.

## Клімат
Клімат різкоконтинентальний, середня температура січня −20 градусів, липня +21 градус, щорічна норма опадів 210 мм.

## Тваринний світ
Водяться джейрани, вовки, корсаки, дикі-кішки-манули.

## Соціальна сфера
Є школа, лікарня, та торговельно-культурний центр.